# Franz Ackermann
Pour les articles homonymes, voir Ackermann.
Franz Ackermann est né à Neumarkt-Sankt Veit, Allemagne, en 1963. Il fait de l'art abstrait aux allures de bande-dessinées. 

## Biographie
(janvier 2018).
- Si vous ne connaissez pas le sujet, laissez ce bandeau (vous pouvez alors contacter les auteurs).
- Si vous supprimez le contenu mis en cause (vous pouvez préalablement contacter les auteurs),

argumentez précisément cette suppression dans la page de discussion
(un manque de référence n'est pas un argument ; une recherche réelle de référence doit avoir été effectuée, être formellement documentée).
L’expérience du voyage, le déplacement et l’observation sont au cœur des peintures et installations de l’artiste. Dans ses œuvres exubérantes aux couleurs saturées, les formes s’enchevêtrent et se mêlent à des fragments d’images directement tirées de la réalité urbaine. La globalisation et la question du tourisme occupent également une place importante dans sa réflexion et dans ses œuvres, qui mettent en scène la confusion du monde contemporain par le « globalized painting », tout en gardant une facture attrayante et séductrice.
Depuis plus de 20 ans, il a participé à de très nombreuses et importantes expositions collectives en Europe, aux Etats-Unis et au Japon notamment 2018, Kunstmuseum, Bonn, Allemagne ; 2017, Barnes Foundation, Philadelphie , USA; 2016, Pinacoteca de Sao Paolo, Brésil ; 2009, Tate Triennial, Londres, Royaume-Uni ; 2009, Dallas Museum of Art, Dallas, USA ; 2006, Neue Nationalgalerie, Berlin, Allemagne ; 2005, Whitney Museum of Modern Art, New York, USA ; 2005, MoMA, New York, USA ; 2005, Mori Art Museum (Tokyo) ; en 2003, Franz Ackermann a participé à la Biennale de Venise.
En France, le travail de Franz Ackermann a été vu en 2005 à la Biennale d’art contemporain de Lyon et au Printemps de Septembre, Toulouse, en 2004 à la Maison Rouge et en 2003 au Palais de Tokyo, Paris. Récemment la Staatliche Kunsthalle de Karlsruhe (2014) et la Berlinische Galerie de Berlin (2013) lui ont consacré d’importantes expositions personnelles. En 2018, dans le cadre de la rénovation du Miami Beach Convention Center, Franz Ackermann a réalisé un remarquable mural pour la façade extérieure du bâtiment, About Sand.
Il est représenté par la Galerie Templon à Paris et Bruxelles.

## Expositions personnelles
- 2016
  - Franz Ackermann, Galerie Daniel Templon, Paris, France[6]